# Jutiapa megye
Jutiapa Guatemala egyik megyéje. Az ország délkeleti részén terül el. Székhelye Jutiapa.

## Földrajz
Az ország délkeleti részén elterülő megye északon Jalapa, északkeleten Chiquimula megyével, keleten és délkeleten Salvadorral, délen egy rövid szakaszon a Csendes-óceánnal, nyugaton pedig Santa Rosa megyével határos. A salvadori határon található a Güija-tó.

## Népesség
Ahogy egész Guatemalában, a népesség növekedése Jutiapa megyében is gyors. A változásokat szemlélteti az alábbi táblázat:
| Év             | Lakosság |
| -------------- | -------- |
| 1981           | 251 068  |
| 1994           | 307 491  |
| 2002           | 389 085  |
| 2014 (becsült) | 462 714  |

### Nyelvek
A megyében szinte kizárólag csak a spanyol nyelvet használják, 2011-ben mindössze a lakosság 0,1%-a beszélte a kicse nyelvet, 3%-a pedig ritka indián nyelveket.

## Képek

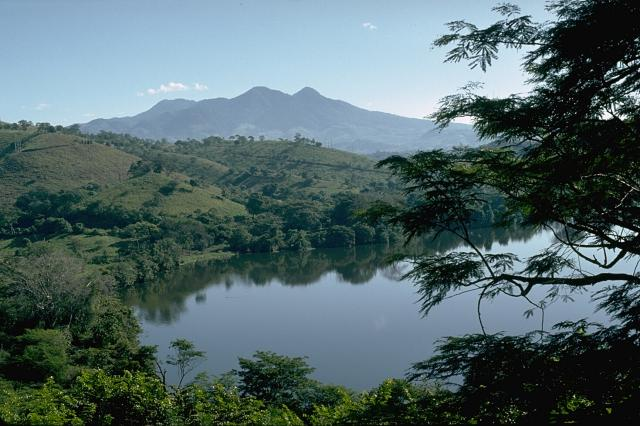
A Moyuta vulkán
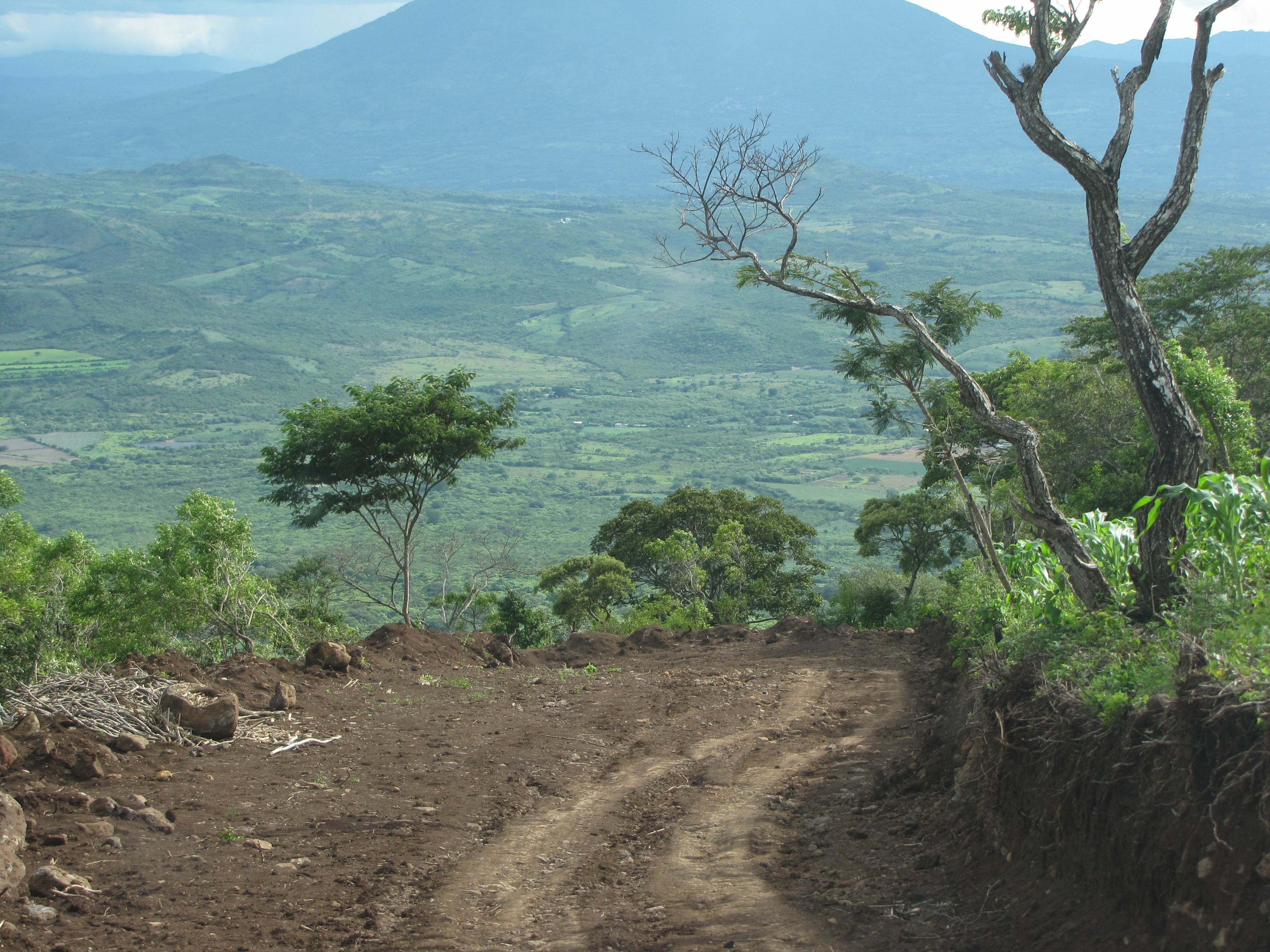
Tájkép
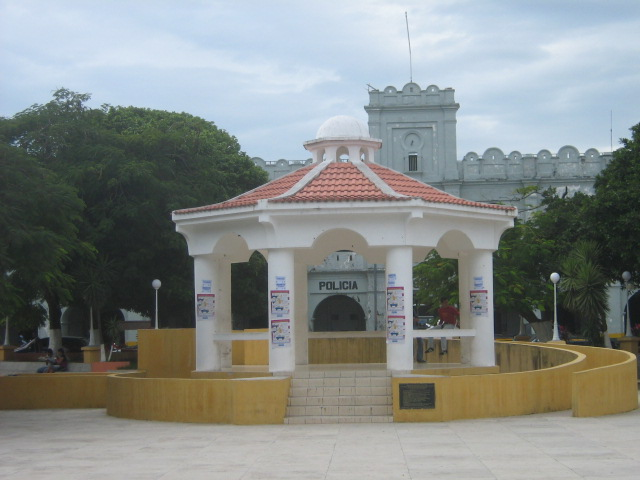
Jutiapa belvárosa
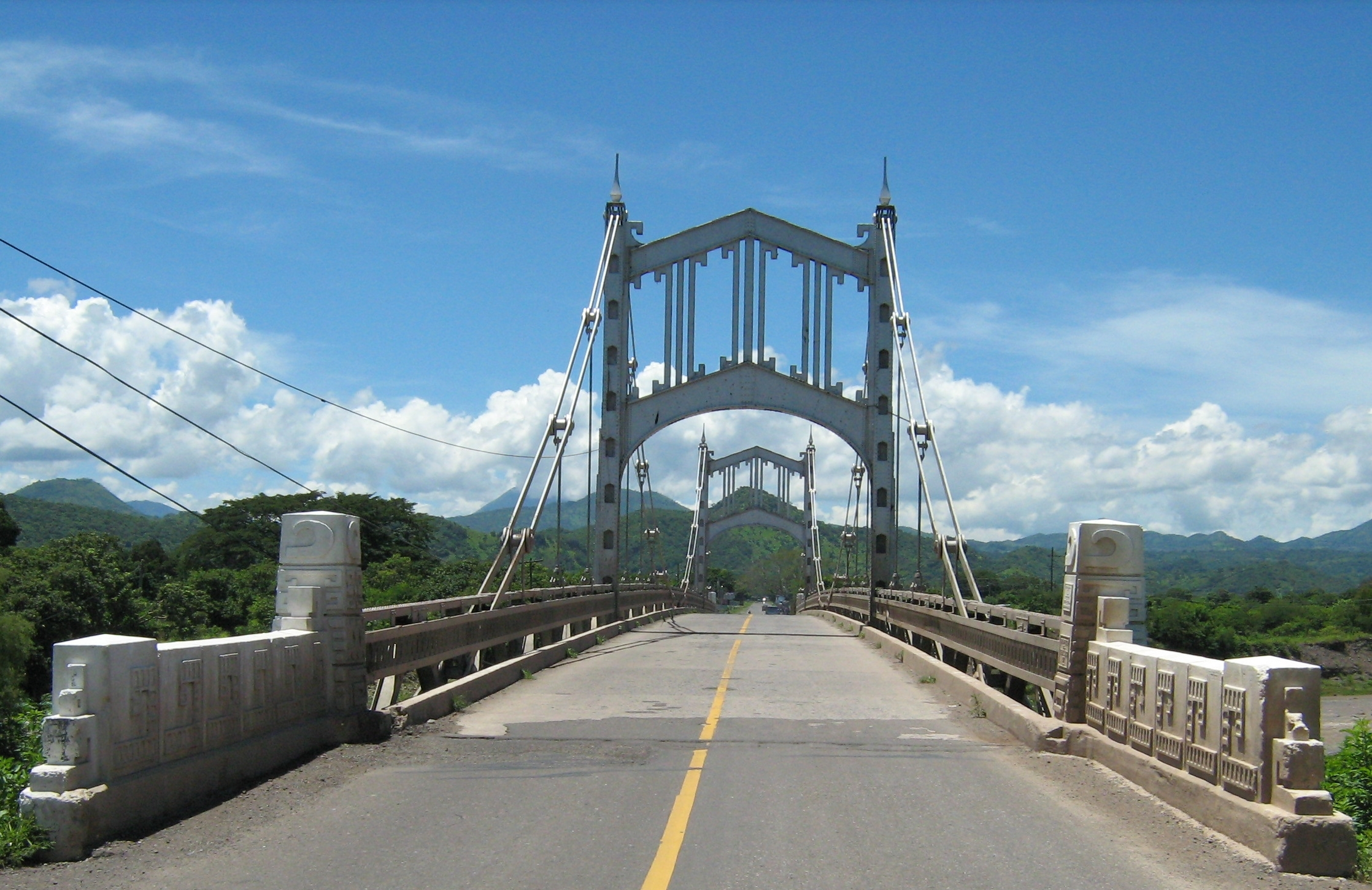
Híd Tiucalnál